# Qardaha
Qardaha is een plaats in het Syrische gouvernement Latakia, op enkele kilometers van de havenstad Latakia. Het is de geboorteplaats van Hafiz al-Assad (1930-2000) die van 1971 tot zijn dood president van Syrië was. De stad herbergt thans het mausoleum van Hafiz al-Assad en zijn zoon Bassel al-Assad.

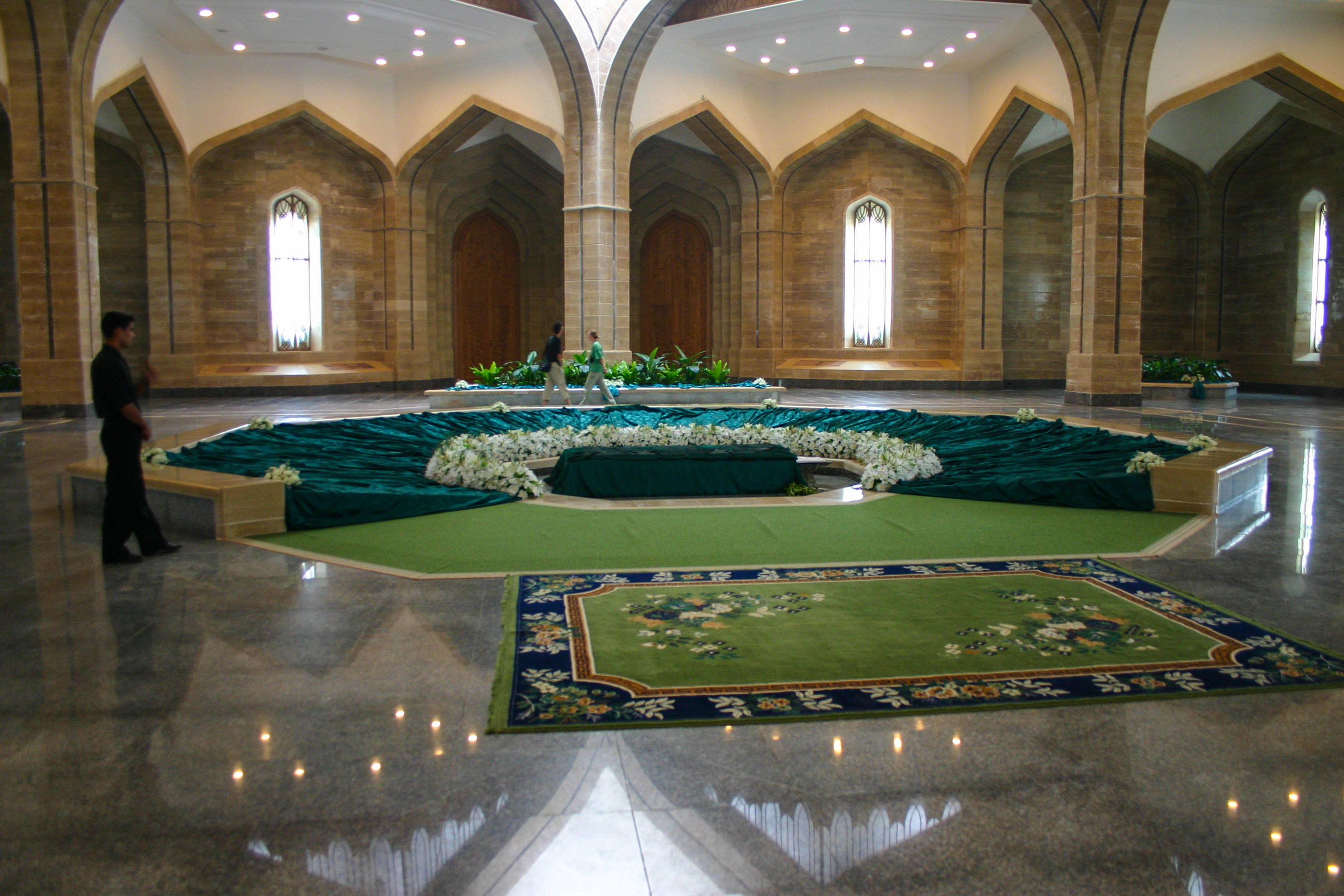
Mausoleum van Hafiz al-Assad en Bassel al-Assad in Qardaha

## Geboren
- Hafiz al-Assad (1930-2000), president van Syrië (1971-2000)